# Ulica Królowej Jadwigi w Bydgoszczy

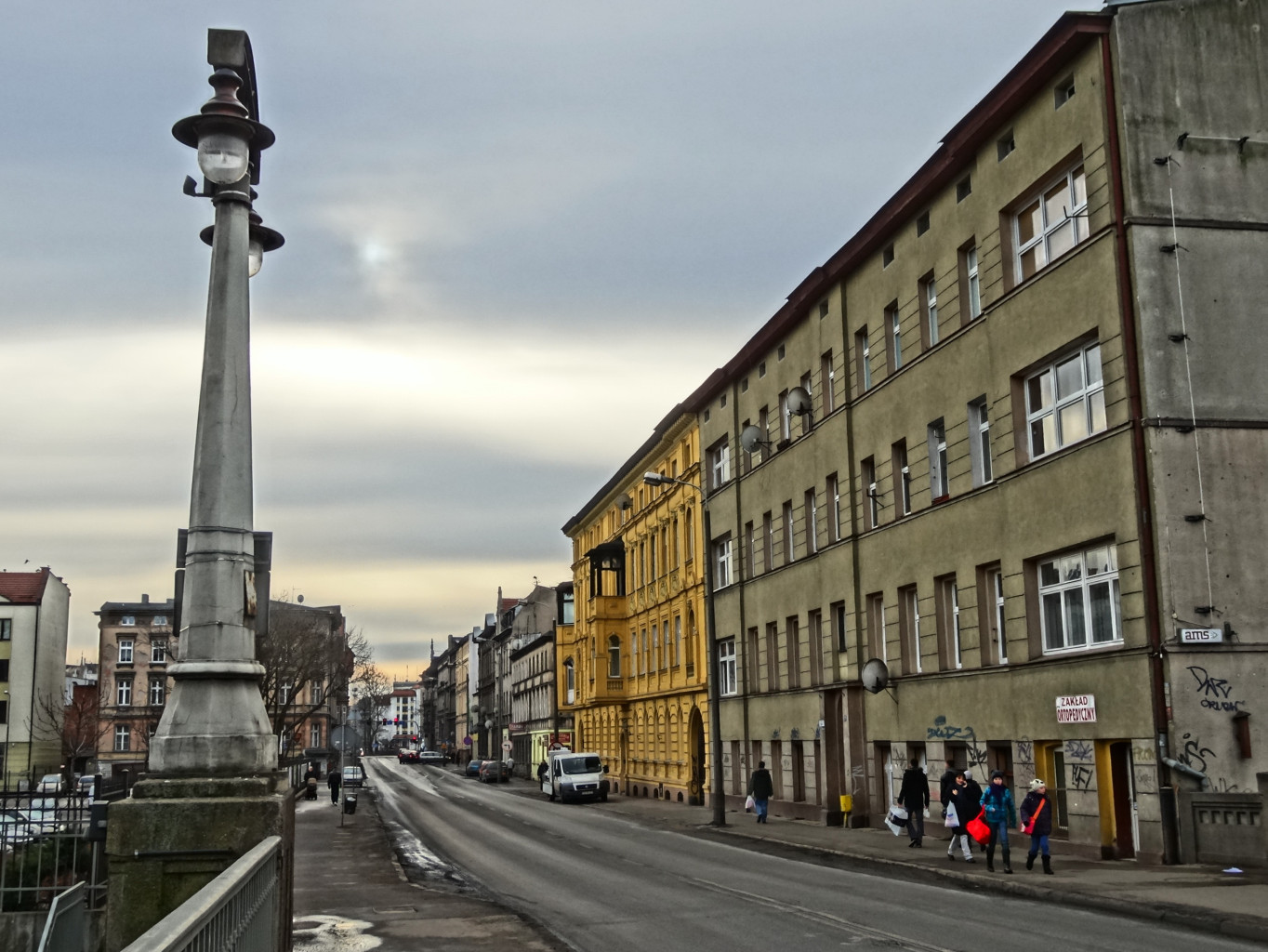
Widok ulicy z Mostu Królowej Jadwigi w kierunku południowym

Ulica Królowej Jadwigi w Bydgoszczy – jedna z najważniejszych ulic centrum Bydgoszczy, tworząca szlak komunikacyjny łączący bydgoski Dworzec Główny z południowo-zachodnią częścią miasta, istotny z punktu widzenia funkcjonowania komunikacji miejskiej. Pomiar ruchu w 2006 wykazał, że w szczycie komunikacyjnym ulicą przejeżdża około 1920 pojazdów na godzinę, co generuje zatory pojazdów, wiążące się z niewystarczającą przepustowością skrzyżowań z ul. Dworcową i Garbary.

## Historia
Ulica wytyczona została w roku 1860, w związku z intensywnym rozwojem miasta w kierunku północno-zachodnim, będącym efektem oddania do użytku w r. 1851 bydgoskiego dworca kolejowego.
W latach 1861-1865 w osi ulicy powstał łukowy, trójprzęsłowy ceglany most na Brdzie, któremu nadano nazwę Viktoriabrücke. Tuż przy moście powstała stocznia rzeczna Braci Wulff.
W związku z budową nowego odcinka Kanału Bydgoskiego i zwiększeniem parametrów drogi wodnej Odra – Wisła, dotychczasowy most został zastąpiony nowym, żelbetowym, który otwarto 25 sierpnia 1913.
Pierwotnie ulica kończyła się na południowej pierzei ulicy Garbary, co wymuszało kierowanie całego ruchu pojazdów w kierunku ulicy Jackowskiego. Dopiero w l. 1974-1975, po zasypaniu Starego Kanału, przebito ulicę do skrzyżowania ulic Focha i Kordeckiego. Rozważane projekty poprowadzenia ulicą linii tramwajowej, ze względu na konieczność kolosalnych wyburzeń, zostały odrzucone na rzecz budowy trasy równoległej do ulicy, którą oddano do użytku w listopadzie 2012.
W ciągu ostatnich lat miejski konserwator zabytków dotował remont budynków przy Królowej Jadwigi 1 i 2, a także ul. Garbary 12 i 18. W 2017 wyremontowano kamienice nr 6, 7 oraz – dzięki wsparciu miasta – nr 4 z 1905 r. oraz 10 z 1880 r.. Część kamienic została wyremontowana po tym, jak poprawę estetyki nakazał powiatowy inspektor nadzoru budowlanego, tak było m.in. w przypadku kamienic z numerami 3 z 1898 r., nr 5, 7 z 1890 r., 8 z 1889 r., 13, 15, 17 z 1910 roku (ze zdobieniami elewacji w formie gzymsów oraz nadokienników i pilastrów na wysokości piętra) czy też 19; część z inicjatywy i pieniędzy mieszkańców (np. budynek z nr 6 z 1886 r.). Poza odnowionymi elewacjami ulicę zdobią inne elementy, jak pierwsza w mieście retrościana (stylizowana na okres międzywojenny reklama ścienna) z 2014 na budynku przy ul. Garbary nr 9 z 1895 r., czy mural na budynku Akademickiej Przestrzeni Kulturalnej WSG. W 2017 rozebrano obiekty basenu i hali widowiskowo-sportowej Astoria z 1962, a w miejsce do 2020 powstały nowe obiekty.

## Zabytki
Do wojewódzkiego rejestru zabytków wpisane są obiekty:
- dom, ul. Królowej Jadwigi 2, 1900-01, według proj. Paula Böhma, historyzm malowniczy, nr rej.: A/415/1 z 30.05.1994, z figurą królowej na szczycie
- dom, ul. Królowej Jadwigi 4, 1903-06, nr rej.: A/405/1 z 11.04.1994, ze zróżnicowanymi otworami okiennymi i szachulcową konstrukcją górnej części budynku. W elewacji frontowej umieszczono w parterze loggie, na wysokości drugiego piętra balkon, a także wykusze. W 2017 przeprowadzono prace przy zabezpieczeniu fundamentów kamienicy przed wilgocią, a w 2019 remont elewacji[11].
- sień frontowa kamienicy, ul. Królowej Jadwigi 6, 1876, nr rej.: A/1663 z 17.07.2014
- kamienica z oficyną, ul. Królowej Jadwigi 10, 1890-91, nr rej.: A/1649 z 20.11.2013, 4-kondygnacyjna, z tablicą pamiątkowa ku czci Jerzego Sulimy-Kamińskiego, twórcy trylogii „Most Królowej Jadwigi”. Elewację zdobią  pilastry, boniowany parter, gzymsy, konsole, obramienia okien. Jej symetryczność podkreśla umieszczony w środkowej części ryzalit, w którym umieszczono drzwi wejściowe.

## Pozostałe ważniejsze obiekty przy ulicy
- Hala Astoria
- Okręgowy Urząd Miar nr 8
- Przychodnia Fundacji „Zdrowie dla Ciebie”, dawna pracownia rtg przychodni kolejowej
- Muzeum Fotografii i Akademicka Przestrzeń Kulturalna przy Wyższej Szkole Gospodarki (do 2020), w 2021 zajmowane przez nie budynki dawnej XIX-wiecznej wozowni wyburzono pod budownictwo mieszkaniowe[12][13] o zróżnicowanej wysokości od 3 do 10 kondygnacji[14] (Osiedle Urzecze, realizacja do 2023)[15].
- Multikino
- kamienica, ul. Królowej Jadwigi 3, z l. 1897-1898, 3-kondygnacyjna, w stylu historyzmu malowniczego. Jej fasada to mieszanina elementów dawnych stylów, renesansu, baroku i klasycyzmu. Elewację budynku zdobią gzymsy, naczółki i boniowany parter. Jej charakterystycznym elementem jest loggia (na poziomie I piętra) wraz z wykuszem zwieńczonym wieżyczką z cebulastym hełmem. Lewą stronę budynku stanowi ryzalit zwieńczony renesansowym szczytem. Budynek znajduje się w gminnej ewidencji zabytków[16]. W l. 2018-19 wykonano remont elewacji budynku oraz wymieniono stolarkę okienną i drzwiową[17][18].
- dawny biurowiec na skrzyżowaniu z ulicą Dworcową, ul. Królowej Jadwigi 17, ośmiokondygnacyjny o powierzchni ponad 5 tys. m kw., z l. 60. XX wieku, w stylu modernistycznym – w PRL siedziba organizacji rolniczych i restauracji „Rzepicha”, a po 1989 oddziału Wielkopolskiego Banku Kredytowego. Od lutego 2019 do kwietnia 2020 przeprowadzono przebudowę elewacji budynku i jego nadbudowę o 2 kondygnacje (VI i VII) na cele mieszkaniowe (7 mieszkań) wraz z przeszkleniem pasażu pieszego[19][20][21][22] według projektu biura Lines Architekci. Obiekt otrzymał nazwę Modern Office oraz iluminację ledową w kolorze czerwonym i niebieskim[23].
- kamienica, ul. Królowej Jadwigi 21 – w okresie PRL na jej elewacji znajdowała się tablica pamiątkowa oraz wyryty sierp z młotem – pamiątka po akcji bydgoskiego podziemia z jesieni 1944, w wyniku którego ulice Śródmieścia zostały oznakowane herbem ZSRR, a ratusz napisem Wir sind schon da (My jesteśmy już tutaj).

## Nazwy
Pierwszym patronem ulicy była Wiktoria – małżonka przyszłego cesarza niemieckiego Fryderyka III. Po włączeniu Bydgoszczy w granice II Rzeczypospolitej w 1920 roku Polacy zachowali zasadę, że patronką ulicy jest panująca monarchini, i nadali jej nazwę Królowej Jadwigi – popularnej na Kujawach z racji przypisywanej jej przepowiedni klęski zakonu krzyżackiego pod Grunwaldem. W latach 1939–1945 niemieccy okupanci używali nazwy sprzed 1920, natomiast po 1945 Polacy wrócili do nazwy międzywojennej. W XXI wieku polska nazwa ulicy i mostu stała się punktem odniesienia przy nadawaniu nazwy równoległej przeprawie mostowej, przeznaczonej dla ruchu tramwajowego, która otrzymała nazwę mostu Władysława Jagiełły.
- do 1920 Viktoriastrasse.
- 1920-1939 Królowej Jadwigi.
- 1939–1945 Viktoriastrasse.
- od 1945 Królowej Jadwigi.

## Komunikacja
Przez ulicę Królowej Jadwigi przejeżdżają aktualnie autobusy linii 54, 71 i 77, 79 oraz 31N i 33N.
W ujęciu historycznym funkcjonowały tu również linie 60, 60bis, 61, 62, 63, 93, 94, 101, 103, 104, 201, 32N i 34N.